# Traugott von Jagow
Traugott Achatz von Jagow (né le 18 mai 1865 à Perleberg, province de Brandebourg et mort le 15 juin 1941 à Berlin) est un avocat administratif allemand, un fonctionnaire prussien et un homme politique conservateur. Il est chef de la police à Berlin de 1909 à 1916, puis président du district de Breslau jusqu'en 1918. Il participe au putsch de Kapp en 1920 et devait occuper le poste de ministre de l'Intérieur.

## Famille
Jagow est le fils de l'administrateur de l'arrondissement de Prignitz-de-l'Ouest (de) et homme politique prussien Julius von Jagow et de son épouse Thekla Marie née comtesse Wilamowitz-Möllendorf. Son frère est le général de cavalerie Walther von Jagow.

## Biographie
Après avoir changé fréquemment d'école, il passe finalement son Abitur au lycée de Stendal à Pâques 1885. Après ses études, il étudie le droit et les sciences politiques à l'université Georges-Auguste de Göttingen, à Halle et à Lausanne. Traugott von Jagow obtient son doctorat à Göttingen au début de 1889. À partir de 1885, il est membre et à partir de 1935 membre honoraire du Corps Saxonia Göttingen. Traugott von Jagow effectue son service militaire comme volontaire d'un an et est ensuite officier de réserve dans divers régiments de cavalerie prussiens, plus récemment le major dans le régiment de cuirassiers de la Garde à Berlin.
Traugott von Jagow entre pour la première fois dans le service judiciaire prussien, mais peu de temps après, il passe au service administratif prussien pour suivre une formation visant à devenir officier administratif supérieur. Après avoir soutenu son père en tant qu'assistant en raison de sa grave maladie, qui est administrateur de l'arrondissement de Prignitz-de-l'Ouest (de) avec sa résidence officielle à Perleberg, il devient lui-même administrateur de l'arrondissement en 1895 après sa retraite pour cause de maladie. Ici, Traugott von Jagow se révèle être un fonctionnaire administratif compétent, pratique et très proactif. C'est pourquoi, en 1906, il est immédiatement transféré au district de Potsdam en tant que conseiller du gouvernement principal, sautant ainsi le rang de conseiller du gouvernement.
Comme Traugott von Jagow, politique et conservateur, se révèle également être un fonctionnaire extrêmement compétent à Potsdam, il est nommé le 27 octobre 1909, chef de la police royale de Berlin, fonction qui à l'époque est considérée comme équivalente à celle de président de district. Il occupe ce poste jusqu'en 1916. Son commentaire sur l’enregistrement d’une manifestation de gauche devient une expression courante : « La rue appartient à la circulation. Je mets en garde les curieux ». En raison de l'augmentation du trafic, von Jagow fait aménager dans le centre de Berlin la première rue à sens unique pour automobiles au monde à Berlin-Mitte : la Friedrichstraße entre Unter den Linden et Behrenstraße ne peut être utilisée qu'en direction du sud. Von Jagow assure également une formation et un équipement modernes pour la police berlinoise. En 1911, le journaliste Alfred Kerr attaque Jagow dans le magazine Pan Jagow en représailles à la censure officielle de la revue : il rend public que Jagow a harcelé l'épouse de l'éditeur de Kerr Paul Cassirer, Tilla Durieux. Selon d'autres informations, Traugott von Jagow, célibataire toute sa vie, aurait eu une aventure avec Tilla Durieux, que son mari jaloux aurait découvert grâce à une note interceptée. Cette affaire privée est réglée à l’amiable par toutes les parties concernées et il n’aurait pas été nécessaire d’en parler publiquement. Kerr transforme cette affaire purement privée en une affaire politique très discutée dans l'Empire. Cependant, cela ne nuit pas à la suite de la carrière de Jagow.
Du 2 juin 1916 à novembre 1918, Jagow est président du district de Breslau, mais seulement en termes nominaux, car il n'accepte jamais son nouveau poste car il est appelé au service militaire. Après sa retraite en 1918, il est directeur de l'Association d'État de Poméranie.
En tant que major, Jagow est l'un des initiateurs du putsch de Kapp en 1920. Dans l'éphémère « Gouvernement d'ordre, de liberté et d'action » formé par Wolfgang Kapp lors du putsch qui porte son nom (13-17 mars 1920), il est « ministre de l'Intérieur ». Après l'échec du coup d'État, il est le seul putschiste à se rendre aux autorités et s'attend parfois à être condamné à mort pour trahison. Le tribunal le condamne le 21 décembre 1921 à une peine minimale de cinq ans de prison pour complicité de haute trahison, qu'il purge à Gollnow, en Poméranie. Dans ce jugement, il est dit d'une part que l'article 81, paragraphe I, n° 2 du code pénal (haute trahison) doit protéger la constitution en vigueur de l'Empire allemand et donc également la nouvelle constitution de Weimar. D'autre part, il est dit : « Lors de la fixation de la peine, des circonstances atténuantes ont été accordées à l'accusé [il s'agit de Traugott von Jagow] qui, sous l'emprise d'un amour patriotique désintéressé et d'un moment de séduction, a répondu à l'appel de Kapp ». Il est gracié fin 1924 et libéré prématurément.
Après sa sortie de prison, Jagow intente avec succès une action rétroactive auprès du tribunal du Reich pour obtenir sa pension, même pour la période de ses activités de trahison. Après avoir purgé sa peine, lui, que même les opposants politiques qualifient toujours de « vieux cavalier », vit tranquillement pour maintenir l'idée monarchique en Allemagne, c'est pourquoi il participe à la Ligue des hommes droits (de). À l'époque nationaliste-socialiste, von Jagow n’est pas politiquement persécuté, mais il n’est pas non plus officiellement réhabilité (comme il l’a espéré). En raison de son passé, il est considéré comme un réactionnaire politique, ne se voit plus attribuer de fonctions ni de fonctions politiques. Il meurt à Berlin en 1941 et, à sa demande, est enterré dans sa ville natale de Perleberg.